# Lassay-sur-Croisne
Lassay-sur-Croisne é uma comuna francesa na região administrativa do Centro, no departamento Loir-et-Cher. Estende-se por uma área de 16,8 km². Em 2010 a comuna tinha 256 habitantes (densidade: 15,2 hab./km²).
|  |